# Orthopsyllus coralliophilus
Orthopsyllus coralliophilus is een eenoogkreeftjessoort uit de familie van de Orthopsyllidae. De wetenschappelijke naam van de soort is voor het eerst geldig gepubliceerd in 1987 door Fiers.